# 利尼亚纳
利尼亚纳（義大利語：Lignana），是意大利韦尔切利省的一个市镇。总面积22平方公里，人口586人，人口密度26.6人/平方公里（2009年）。ISTAT代码为002070。